# Lands’ End
Lands’ End ist ein US-amerikanisches Textileinzelhandelsunternehmen aus Dodgeville, Wisconsin, mit Niederlassungen in Deutschland, dem Vereinigten Königreich und Japan. Die deutsche Lands’ End GmbH hat ihren Sitz in Mettlach. Das Unternehmen hat sich auf Kleidung, Reisegepäck und Einrichtungsgegenstände spezialisiert. Wesentliche Teile des Geschäfts werden als Versandhandel, auch über das Internet, abgewickelt. Es gibt mehr als ein Dutzend Lands’ End-Geschäfte, meist im mittleren Westen der USA angesiedelt, sowie einzelne Outlet Stores in Deutschland, Großbritannien und Japan.

## Geschäftsphilosophie
Das Unternehmen praktiziert die Richtlinie „Guaranteed. Period.“ („Garantiert. Punkt.“), die einen Umtausch gegen Erstattung des vollen Kaufpreises unabhängig von der Begründung jederzeit ermöglicht. Nach der Einführung dieser Zusicherung in Deutschland geriet die Firma zunächst in Konflikt mit der Zentrale zur Bekämpfung unlauteren Wettbewerbs, weil sie nach deren Auffassung gegen die Zugabeverordnung verstieß. Mit deren Wegfall im Jahre 2001 durfte mit dieser Garantie wieder geworben werden.

## Geschichte
Die Unternehmensgeschichte begann als Geschäft zur Ausstattung von Segelbooten im Jahre 1963 in Chicago. Zu den Gründern gehörten Gary Campbell Comer (1927–2006) sowie seine Partner Robert Halperin, Richard Stearns und zwei von Stearns Mitarbeitern.
Die Bezeichnung ist auf diesen Ursprung zurückzuführen, wobei ein falsch platzierter Apostroph – gemeint war ursprünglich Land’s End – auf einen Druckfehler zurückzuführen sein soll. Unternehmensgründer Gary Comer konnte das falsch bedruckte Werbematerial aus Kostengründen nicht mehr zurückziehen, wodurch die Falschschreibung zum Firmennamen wurde.
Nach der Ausweitung des Geschäftes auf Bekleidung und Einrichtungsgegenstände wurde der Sitz nach Wisconsin verlegt. Der Einstieg in den Markt in Großbritannien erfolgte im Jahre 1993, Japan folgte 1994 und Deutschland 1996.
Im Jahr 2002 verkaufte Comer die Firma an die Sears-Company für einen Preis von 1,9 Milliarden US-Dollar. Diese brachte Lands’ End 2014 an die NASDAQ und trennte sich damit nach zwölf Jahren wieder von ihrer Tochtergesellschaft.